# أبوكاليبتو
أبوكاليبتو  (بالإنجليزية: Apocalypto)‏ فيلم أمريكي عام 2006 ملحمة تاريخية فيلم مغامرات أنتج وشارك في كتابته وأخرجه ميل جيبسون. الفيلم يضم ممثلين من الأمريكيين الأصليين وممثلين مكسيكيين من السكان الأصليين يتألفون من رودي يونغبلود، راؤول تروخيو، مايرا سيربولو داليا هيرنانديز إيان أوريل جيراردو تاراسينا رودولفو بالاسيوس وبرناردو رويز خواريز وأمل رودريجو ميندوزا وريكاردو دياز ميندوزا وإسرائيل كونتريراس. جميع القبائل والشعوب العرقية التي تم تصويرها في الفيلم كانت مايا حيث أراد جيبسون تصوير مدينة المايا التي بنيت للقصة على أنها «عالم مجهول» للشخصية. على غرار فيلم جيبسون السابق «آلام المسيح»، كل الحوار هو في تقريب حديث للغة القديمة في المكان. هنا، يتحدث السكان الأصليون لغة يوكاتيك مايا مع ترجمة، والتي تشير أحيانًا إلى اللغة باسم المايا. كان هذا هو آخر فيلم أخرجه جيبسون حتى عام 2016 «هاكسو ريدج» بعد عشر سنوات.
تدور أحداث فيلم «أبوكاليبتو» في ولاية يوكاتان بالمكسيك في حوالي العام 1502 ويصور رحلة البطل لشاب يدعى جاكوار باو من أواخر أمريكا الوسطي صياد ورفاقه من رجال القبائل الذين أُسِرْوا من قبل القوة الغازية. بعد الدمار الذي لحق بقريتهم، تم إحضارهم في رحلة محفوفة بالمخاطر إلى مدينة المايا من أجل التضحية البشرية في وقت كانت فيه حضارة المايا في حالة تدهور. حقق الفيلم نجاحًا في شباك التذاكر، حيث حقق أكثر من 120 مليون دولار في جميع أنحاء العالم وتلقى معظم التعليقات الإيجابية حيث أشاد النقاد بإخراج جيبسون، والتصوير السينمائي لـ دين سملر، وعروض الممثلين على الرغم من تصوير مايان الحضارة والدقة التاريخية انتقدت. تم توزيع هذا الفيلم من قبل والت ديزني ستوديوز موشن بيكشرز في أمريكا الشمالية أيكون برودكشن في المملكة المتحدة وأستراليا وتوينتيث فوكس في بعض المناطق المختارة.

## القصة
أثناء الصيد في الغابات المطيرة أمريكا الوسطى، يواجه جاكوار باو ووالده فلينت سكاي ورفاقهم من رجال القبائل موكبًا من اللاجئين الفارين من الحرب. يشرح قائد المجموعة أن أراضيهم دمرت وأنهم يسعون إلى بداية جديدة. يطلب الإذن بالمرور عبر الغابة. يعلق فلينت سكاي لابنه أن الزوار كانوا مرضى بالخوف ويحثه على عدم السماح للخوف بأن يصيبه بالعدوى.
عند شروق الشمس في صباح اليوم التالي، تعاني قرية القبيلة من غارة مدمرة من قبل مجموعة بقيادة زيرو وولف. أضرمت النيران في الأكواخ، وقتل العديد من القرويين، وأسر الناجون من البالغين. أثناء الهجوم، قامجاكوار باو بإنزال زوجته الحامل السابع وابنهما الصغير السلاحف وركضوا في كهف الحفرة الذي يعمل أيضًا كخزان مياه لإخفائهم. بالعودة إلى القتال، كاد جاكوار باو يقتل المهاجم الساديالعين الوسطى ولكن يتم أسره هو نفسه. عندما أدرك العين الوسطى أنفلينت سكاي هو والدجاكوار باو قتل فلينت سكاي وأعاد تسمية جاكوار باو إلى "Almost". قام المغيرون بربط الأسرى ببعضهم البعض وانطلقوا في مسيرة إجبارية طويلة عبر الغابة، تاركين الأطفال وراءهم لتدبير أمورهم بأنفسهم. يظل سبعة والسلاحف تشغيل محاصرين في الحفرة بعد أن نجحوا في الاختباء من المغيرين.
في الرحلة، كاد الكاكاو ليف، الأسير المصاب بجروح بالغة، أن يسقط من جرف مع الأسرى الآخرين الذين يتم جرهم وراءه. وهكذا قُتل من قبل العين الوسطى، مما أثار غضب زيرو وولف، الذي هدد زميله المهاجم بالموت إذا قتل أسيرًا آخر دون إذن. مع اقتراب الحزب من مدينة مايا من أصل المغيرين، يواجهون غابات مدمرة وحقول شاسعة من محاصيل الذرة الفاشلة، جنبًا إلى جنب مع القرى التي دمرها مرض غير معروف. فتاة صغيرة مصابة بالطاعون تتنبأ بموت صفر وولف ونهاية عالم المايا. بمجرد وصول المغيرين والأسرى إلى المدينة، يتم بيع الإناث كعبيد بينما يتم اصطحاب الذكور إلى قمة هرم مدرج تم التضحية بها قبل ملك المايا والملكة.
تمت التضحية بعضوين من المجموعة، ولكن بينما يرقد جاكوار باو على المذبح مع وضع السكين فوقه، فإن كسوف الشمس يجعل الجلاد يتوقف. يعتبر المايا الحدث بمثابة فأل بأن الآلهة راضية عن الدم الذي أراق، وبالتالي فإن جاكوار باو والأسرى المتبقين قد نجوا من التضحية. بدلاً من ذلك، يُسْتَخْدَمُون أهدافاً للتدريب من قبل صفر وولف ورجاله، وعرضوا حريتهم إذا تمكنوا من الركض إلى بر الأمان أثناء رشقهم بالسهام ورمي الرماح. يعاني جاكوار باو من جرح سهم من صفر وولف، لكنه يقتل نجل وولف قطع الصخرة ويهرب إلى الغابة. يطارد زيرو وولف وثمانية من رفاقه في الانتقام. بالعودة إلى الغابة الأصلية، يتمتع جاكوار باو الآن بالميزة ويسخر من ملاحديه. تموت مجموعة الصيادين - بما في ذلكصفر وولف والعين الوسطى - تدريجيًا واحدًا تلو الآخر بسبب الأخطار الطبيعية والفخاخ التي وضعها جاكوار باو ببراعة، حتى يتبقى اثنان فقط.
بدأ الجفاف وبدأ هطول الأمطار الغزيرة، مما يهدد بإغراق عائلة جاكوار باو، الذين ما زالوا محاصرين في كهف الحفرة على الرغم من محاولاتهم للفرار. سبعة تلد ابنا آخر، الذي يولد تحت سطح الماء المتزايد بشكل خطير. في هذه الأثناء، يطارد المغيران المتبقيان جاكوار باو من الشجيرات باتجاه الساحل. عند وصولهم إلى الشاطئ، يتم إيقاف الثلاثة في مساراتهم على مرأى من الفاتح السفن الراسية قبالة الساحل والإسبان يشقون طريقهم إلى الشاطئ، مع استكمال مهمة رهبانية تحمل الصليب. يهرب جاكوار باو بينما يبقى المغيران، يغلب عليهما الفضول في وجود الفاتحين. يعود جاكوار باو في الوقت المناسب لإنقاذ عائلته من الحفرة التي غمرتها المياه، وهو يشعر بسعادة غامرة لرؤية ابنه الوليد.
في وقت لاحق، بينما كانت العائلة التي تم لم شملها تطل على المياه في السفن الإسبانية، قرر جاكوار باو عدم المخاطرة بالاقتراب من الغزاة، وأصر على عودة عائلته إلى الغابة. يغادرون بحثًا عن وطن جديد وبداية جديدة.

## طاقم العمل
- ودي يونغبلود بدور جاكوار باو
- داليا هيرنانديز في دور سبعة
- إيتانديوي جوتيريز كزوجة
- جوناثان بروير في دور مُنَتَكَ
- مايرا سيربولو في دور شابة
- موريس بيرديلهيد في دور فلينت سكاي
- كارلوس إميليو بايز في دور السلاحف
- أميلكار راميريز في دور حليقة الأنف
- إسرائيل كونتريراس بدور سموك ضفدع
- إسرائيل ريوس في دور أوراق الكاكاو
- ماريا إيزابيل دياز بدور حماتها
- يازا لاريوس في دور زهرة السماء
- راؤول تروجيلو بدور صفر وولف
- جيراردو تاراسينا في دور العين الوسطى
- رودولفو بالاسيوس في دور ثعبان الحبر
- أرييل جالفان في دور موس
- فرناندو هيرنانديز في منصب رئيس الكهنة
- رافائيل فيليز بدور مايا كينج
- ديانا بوتيللو بدور مايا كوين
- برناردو رويز خواريز في دور السكارى الأربعة
- ريكاردو دياز ميندوزا في دور كت روك
- ريتشارد كان في دور عشرة بيكاري
- كارلوس راموس في دور قرد الفك
- أمل رودريغو مندوزا بدور بزارد هوك
- ماركو أنطونيو أرغويتا في دور ريح الحديث
- أكوتزيالي غارسيا في دور صبي أوراكل
- غابرييلا مارامبيو في دور فتاة المايا المقربة
- ماريا إيسيدرا هويل في دور فتاة أوراكل المريضة
- أبيل وولريتش في دور رجل يضحك

## تسجيل صوتي
قام جيمس هورنر بتأليف موسيقى أبوكاليبتوفي تعاونه الثالث مع المخرج ميل جيبسون. تتميز المقطوعة غير التقليدية بمجموعة كبيرة من الآلات الموسيقية الغريبة والغناء للمغني الباكستاني راحت فتح علي خان.

## روابط خارجية
- أبوكاليبتو على موقع IMDb (الإنجليزية)
- أبوكاليبتو على موقع ميتاكريتيك (الإنجليزية)
- أبوكاليبتو على موقع روتن توميتوز (الإنجليزية)
- أبوكاليبتو على موقع نتفليكس (الإنجليزية)
- أبوكاليبتو على موقع قاعدة بيانات الأفلام العربية
- أبوكاليبتو على موقع ألو سيني (الفرنسية)
- أبوكاليبتو على موقع Turner Classic Movies (الإنجليزية)
- أبوكاليبتو على موقع أول موفي (الإنجليزية)
- أبوكاليبتو على موقع بوكس أوفيس موجو (الإنجليزية)
- أبوكاليبتو على موقع فيلمافينيتي (الإسبانية)